# Atrichopogon semipilosus
Atrichopogon semipilosus är en tvåvingeart som först beskrevs av Jean-Jacques Kieffer 1912.  Atrichopogon semipilosus ingår i släktet Atrichopogon och familjen svidknott.
Artens utbredningsområde är Sri Lanka. Inga underarter finns listade i Catalogue of Life.